# Chiva
Chiva (kat. Xiva) – gmina w Hiszpanii, we wspólnocie autonomicznej Walencja, w prowincji Walencja, stolica comarki Hoya de Buñol.
Powierzchnia gminy wynosi 178,7 km². Zgodnie z danymi INE, w 2005 roku liczba ludności wynosiła 11 815, a gęstość zaludnienia 66,12 osoby/km². Wysokość bezwzględna gminy równa jest 240 metrów. Współrzędne geograficzne gminy to 39°28’25”N 0°43’06”W. Kod pocztowy do gminy to 46370.
Na początku września w gminie odbywają się regionalne fiesty.

## Demografia
| 1990 | 1992 | 1994 | 1996 | 1998 | 2000 | 2002   | 2004   | 2005   |
| ---- | ---- | ---- | ---- | ---- | ---- | ------ | ------ | ------ |
| 7424 | 7592 | 8157 | 8794 | 9060 | 9721 | 10 483 | 11 386 | 11 815 |